# Lycinus caldera
Lycinus caldera là một loài nhện trong họ Nemesiidae.
Lycinus caldera được miêu tả năm 1995 bởi Goloboff.